# Chilly, Ardennes
 Chilly  là một xã ở tỉnh Ardennes, thuộc vùng Grand Est ở phía bắc nước Pháp.